# Евека I
Евека I (XIII або XIV ст.) — 1-й оба (володар) міста-держави Іль-Ібіну.

## Життєпис
За легендою був сином Ораньяна, що заснував так звану Другу династію Беніна. Його матір походила з народу біні, звалася Ерінмвінде і була донькою огісо (вождя) поселення Егоро. Після смерті батька (за іншими відомостями той сам передав трон Евеку) став оба Едо. Це сталося за різними відомостями 1184/1190 або 1284/1290 року. Більше відомо про панування Евеки I. Спочатку здійснював управління за допомогою радників та регентів, але з часом зміг здихатися їх.
Провів адміністративні реформи: замінив раду, що займалася обрання оби (едіоневбо), на узама н'іхінрон (рада знаті, яку було збільшено до 6).Титули членів узама стали спадковими. Головою її став замість езомо представник йоруба — оліха. Натомість езомо перетворився на посаду головнокомандуючого. Для зміцнення своєї династії започаткував практику дарування молодшим сином селищ, що не входили до складу вождеств. Ці власники отримали титул оногіє. Також для зміцнення становище знаті-йоруба серед більшості народу біні впровадив свято, присвячене загальному предку свого роду — Одудуа — угіе-одудуа.
Розпочав активну зовнішню політику, захопивши землі в області Кукуруку (на північ від Едо) та район Ека (поблизу річки Нігер), де мешкали західні ігбо. Помер за різними відомостями 1246 або 1346 року. Йому спадкував син Увуахуаген.